# Union sportive dacquoise
L'Union sportive dacquoise Rugby Landes è una polisportiva francese.
Il club francese di rugby a 15 milita nella seconda divisione nazionale, il Pro D2.

## Palmarès
- Campionato francese di rugby a 15:
  - Finalisti: 1956, 1961, 1963, 1966, 1973
- Coppe di Francia: 5
  - Campioni: 1957, 1959, 1969, 1971, 1982

## Campionato francese
| Data           | Vincitore      | Finalista | Risultato | Luogo                                  | Spettatori |
| 3 giugno 1956  | Lourdes        | Dax       | 20-0      | Stadium Municipal, Tolosa              | 38.426     |
| 28 maggio 1961 | Béziers        | Dax       | 6-3       | Stade de Gerland, Lione                | 35.000     |
| 2 giugno 1963  | Mont-de-Marsan | Dax       | 9-6       | Stadio Jacques Chaban-Delmas, Bordeaux | 39.000     |
| 22 maggio 1966 | Agen           | Dax       | 9-8       | Stadium Municipal, Tolosa              | 28.803     |
| 20 maggio 1973 | Tarbes         | Dax       | 18-12     | Stadium Municipal, Tolosa              | 26.952     |

## Squadra 2013-2014
Tallonatori
- Boris Bethery
- Thomas Larrieu
- Emmanuel Maignien

Piloni
- Victor Damian Arias
- Renaud Boyoud
- Rémy Hugues
- Timothée Lafon
- Yassin Boutemane

Seconde linee
- Jérémy Dumont
- Mickaël Bert
- Jacques Naude
- Thomas Vervoort

Terze linee
- Bastien Adrillon
- Arthur Chollon
- Anthony Coletta
- Mathieu Lièvremont
- Noa Soqueta
- Charlie Ternisien
- Olivier August

Mediani di mischia
- Anthony Salle-Cane
- Matt Henjak
- Etienne Quiniou
- Joji Raqamate

Mediani d'apertura
- Romain Lacoste
- Maxime Mathy
- Jacques-Louis Potgieter
- Matthew Farmer

Ali
- Simon Ternisien
- Samy Ben Letaïef

Centri
- Guillaume Devade
- Mark Ireland
- Marius Delport
- Laurent Tranier

Estremi
- Jean-Matthieu Alcalde
- Mathieu Bourret
- Clinton Sills